# Caulès
Caulès és una entitat de població del municipi de Vidreres, a la comarca catalana de la Selva. Situat al sector oriental del terme, en el cens de 2009 tenia 117 habitants.
El centre del poble de Caulès consta d'un grup de masos (com Can Caulès o Can Mundet) i de l'ermita de Santa Susanna de Caulès. Al camí de Vidreres a Caulès s'hi troben les restes de l'antic forn de Can Noguera.
Caulès està documentat des del 919, tot i que es refereix al poblat de Caulès Vell (Caldes de Malavella), a dos quilòmetres del Caulès de Vidreres. Caulès va pertànyer la batllia de Vidreres, dels Cabrera.